# Хенри Х. Неф
Хенри Х. Неф (на английски: Henry H. Neff) е американски писател на произведения в жанра фентъзи и приключенски трилър.

## Биография и творчество
Хенри Х. Неф е роден на 21 септември 1973 г. в Масачузетс, САЩ. От 4-годишен израства в предградие на Чикаго. Родителите му са историци в областта на изкуството и от малък чете много за гръцката, скандинавската и келтската митологии. Завършва гимназия в Уинетка, Илинойс. Получава бакалавърска стехен по история в университет „Корнел“. След дипломирането си работи 5 години като консултант в McKinsey. После става преподавател в гимназията „Стюарт Хол“ в Сан Франциско, заедно с което започва да пише фантастични романи. През 2010 г. се жени за съпругата си Даниел Реймънд и се премества в Бруклин. Имат 2 деца – Чарли и Джеймс.
Първият му роман „The Hound of Rowan“ (Хрътката на Роуан) от епичната поредица „Гоблен“ е издаден през 2007 г. Главният герой Макс Макданиелс живее тих живот в покрайнините на Чикаго, докато не попада на мистериозен келтски гоблен, търсен и от други странни хора. Откритието му го води към тайната Академия Роуан, където го очакват велики дела. Но, когато научава, че изчезват безценни произведения на изкуството и надарени деца, той се озовава в кръстосания огън на древна борба между доброто и злото. За да оцелее, той разчита на мрежа от агенти и мистици, гения на съквартиранта си Дейвид Менло и пробуждането на собствената си сила. За поредицата сам създава всички илюстрации и карти.
През 2016 г. е издаден първият му роман „Импириум“ от поредицата „Кралство Импириум“. Хейзъл Фереджин е най-младата от кралското семейство, е принцеса от династията Фереджин управлявала Импириум над три хиляди години. Тя иска да остави управлението на сестрите си и да изучава магията, но императрицата има други планове за внучка си. Но не само тя има планове – Хоб, обикновен гражданин от външните светове, е изпратен в града, за да служи на империята и да я шпионира. Хейзъл и Хоб се сприятеляват, а тяхната връзка става опасна за кралството.
Книгите на писателя се отличават с комбинация от различни жанрове, включително фентъзи, история, митология, фолклор и научна фантастика.
Хенри Х. Неф живее със семейството си в Монтклеър, Ню Джърси.

## Произведения

### Серия „Гоблен“ (Tapestry)
1. The Hound of Rowan (2007)
2. The Second Siege (2008)
3. The Fiend and the Forge (2010)
4. The Maelstrom (2012)
5. The Red Winter (2014)

### Серия „Кралство Импириум“ (Kingdom of Impyrium)
1. Impyrium (2016)
Импириум, изд.: „Егмонт България“, София (2017), прев. Александър Маринов